# Tapalazunauli
Tapalazunauli, auch Tapalazunauwali war der Bruder von Piyama-Kurunta und ein Sohn von Uḫḫaziti, dem letzten König von Arzawa. Nachdem der hethitische Großkönig Muršili II. Apaša, die Hauptstadt von Arzawa eingenommen hatte, floh Uḫḫaziti mit seiner Familie auf die Inseln, die dem König von Aḫḫiyawa gehörten, wo er verstarb. Sein Sohn Tapalazunauli kehrte im folgenden Jahr (1317 v. Chr.) auf das Festland zurück und verschanzte sich in der Stadt Puranda, die möglicherweise mit einer unweit von Metropolis entdeckten befestigten bronzezeitlichen Siedlung identisch ist. Muršili II. belagerte die Stadt und schnitt die Wasserzufuhr ab. Tapalazunauli konnte zwar fliehen, seine Familie aber fiel in die Hände der Hethiter.